# リチャード・ボズウェル・フィン
リチャード・ボズウェル・フィン（Richard Boswell Finn, 1917年12月16日 - 1998年8月17日）は、アメリカ合衆国の外交官。

## 生涯
1917年にニューヨーク州のナイアガラフォールズにて誕生。ニコラス高校卒。ハーバード大学で1939年に文学士号を取得、1942年に法学士号を取得。ニューヨーク州において弁護士登録。1942年から1946年までアメリカ海軍に所属し海外任務に従事。1946年から1947年まで法律顧問として極東委員会に関与し、日本国憲法の草案作成の面でダグラス・マッカーサーを支援した。
1947年6月10日に外交官として任命を受け、1947年から1954年まで日本に駐在。1947年から1949年まで東京大使館で政治担当官。1949年から1950年まで横浜領事館で副領事。1950年から1951年まで札幌領事館で副領事。1951年から1954年まで東京大使館で政治担当官。日本駐在中は朝鮮や台湾の処遇、日本国との平和条約に向けた交渉、朝鮮戦争への対応等を取り扱った。
1954年から1956年2月までワシントンD.C.で国務省極東局北東アジア部で日本課長、対日交渉戦術を扱った。1956年2月26日から1958年まで政治担当国務副次官特別補佐官。1959年から1963年までフランスのパリ大使館で政治担当官および軍事担当官。
1963年から1966年6月までヨーロッパ局ドイツ部次長。1966年から1967年まで政策企画本部。1967年から1969年まで外交職員監査部。
1969年1月から1970年7月まで東アジア・太平洋局日本部長。1970年から1971年5月まで駐フィリピン首席公使。1971年5月から1973年まで大洋間運河交渉室特別顧問としてパナマ運河条約交渉に関与。
著書の日本語訳に『マッカーサーと吉田茂』がある。